# Maria Theresia af Østrig (1762-1770)
 For alternative betydninger, se Maria Theresia (flertydig). (Se også artikler, som begynder med Maria Theresia)
Maria Theresia (tysk: Maria Theresia Elisabeth Philippine Luise Josepha Johanna; 20. marts 1762 – 23. januar 1770) var en østrigsk ærkehertuginde, der var den ældste datter af den senere Tysk-romerske kejser Joseph 2. i hans første ægteskab med Isabella af Parma. Hun døde som 7-årig af pleuritis.